# Kyle Kendrick

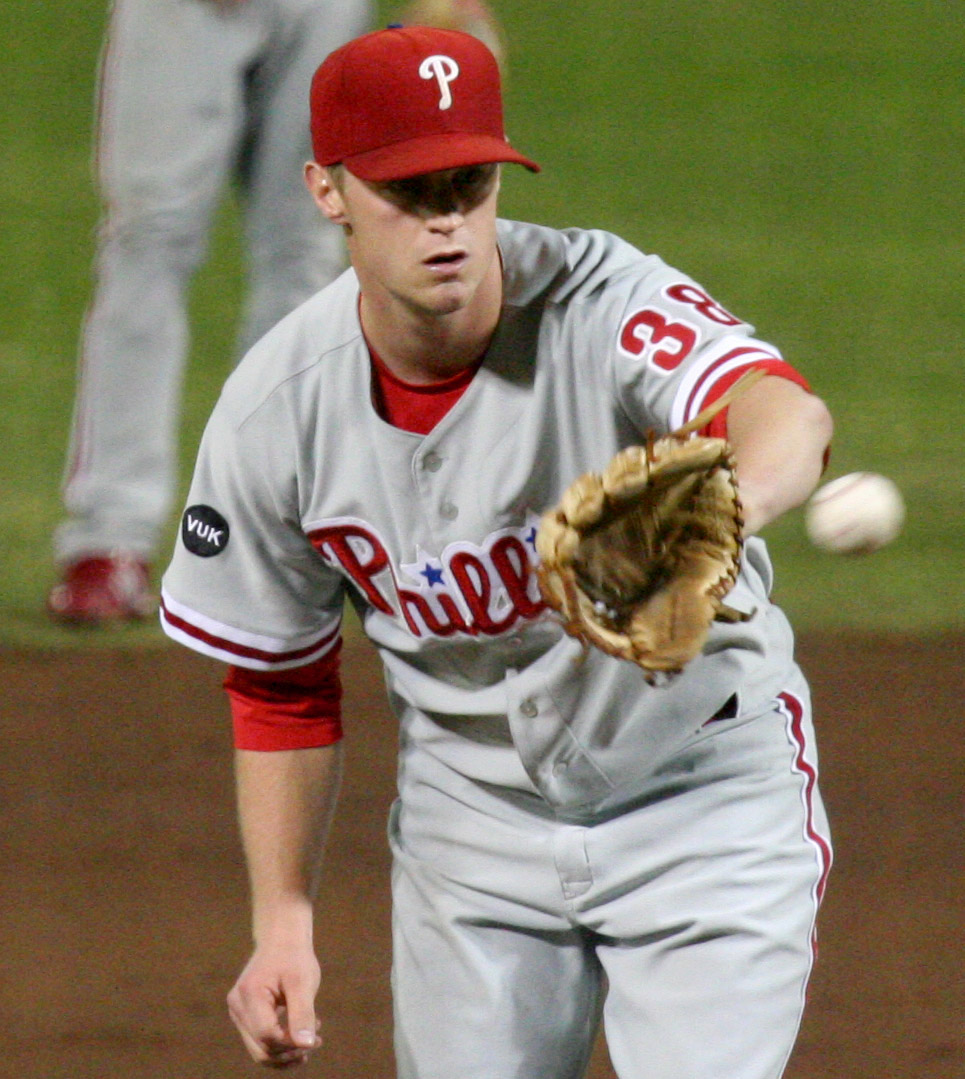

Kyle Rodney Kendrick (26 de agosto de 1984) é um jogador profissional de beisebol estadunidense.

## Carreira
Kyle Kendrick foi campeão da World Series 2008 jogando pelo Philadelphia Phillies. Na série de partidas decisiva, sua equipe venceu o Tampa Bay Rays por 4 jogos a 1.